# Charles Snelling
Charles Frederick Theodore Snelling (* 17. September 1937 in Toronto, Ontario) ist ein ehemaliger kanadischer Eiskunstläufer, der im Einzellauf startete.
Der größte Erfolg des sechsfachen kanadischen Meisters war der Gewinn der Bronzemedaille bei der Weltmeisterschaft 1957 in Colorado Springs hinter den US-Amerikanern David Jenkins und Tim Brown. Bei den Olympischen Spielen 1956 wurde er Achter. 1958 trat er vom Sport zurück um Medizin an der Universität von Toronto zu studieren. Nachdem er seinen Abschluss hatte, kam er 1964 zurück, wurde erneut kanadischer Meister und nahm an den Olympischen Spielen 1964 teil sowie an zwei weiteren Weltmeisterschaften.
Snelling arbeitete als plastischer Chirurg, von 1970 bis 1977 in Winnipeg und danach in Vancouver.

## Ergebnisse
| Wettbewerb / Jahr          | 1953 | 1954 | 1955 | 1956 | 1957 | 1958 | 1964 | 1965 | 1966 | 1967 |
| -------------------------- | ---- | ---- | ---- | ---- | ---- | ---- | ---- | ---- | ---- | ---- |
| Olympische Winterspiele    |      |      |      | 8.   |      |      | 13.  |      |      |      |
| Weltmeisterschaften        |      | 7.   | 8.   | 4.   | 3.   | 11.  | 12.  |      | 11.  |      |
| Kanadische Meisterschaften | 2.   | 1.   | 1.   | 1.   | 1.   | 1.   | 1.   | 2.   | 2.   | 3.   |

## Weblink
- Charles Snelling in der Datenbank von Olympedia.org (englisch)

| Personendaten    | Personendaten                                             |
| ---------------- | --------------------------------------------------------- |
| NAME             | Snelling, Charles                                         |
| ALTERNATIVNAMEN  | Snelling, Charles Frederick Theodore (vollständiger Name) |
| KURZBESCHREIBUNG | kanadischer Eiskunstläufer                                |
| GEBURTSDATUM     | 17. September 1937                                        |
| GEBURTSORT       | Toronto, Ontario                                          |